# 沃索鎮區 (伊利諾伊州漢考克縣)
沃索鎮區（英語：Warsaw Township）是位於美國伊利諾伊州漢考克縣的一個行政鎮區。

## 地方資料
根據2010年美國人口普查的數據，沃索鎮區的面積為19.30平方千米，當中陸地面積為16.90平方千米，而水域面積為2.40平方千米。當地共有人口1546人，而人口密度為每平方千米80.1人。